# Герсикское княжество
Герсикское (Ерсикское) княжество (примерно 1190—1239 гг.) — удельное княжество с центром в городе Герцике (Ерсика; ныне древнее городище находится в 2 км от одноимённого села в Ерсикской волости Ливанского края Латвии), существовавшее в XIII веке.

## История
Основным источником по истории княжества является «Хроника Ливонии» Генриха Латвийского. Согласно Хронике, в княжестве правил Всеволод или Висвалдис (лат.  Vissevalde, Wiscewolodus), находящийся в вассальной зависимости от полоцкого князя, затем от рижского епископа. Всеволод происходил из полоцкой ветви Рюриковичей, однако точное его происхождение не установлено.

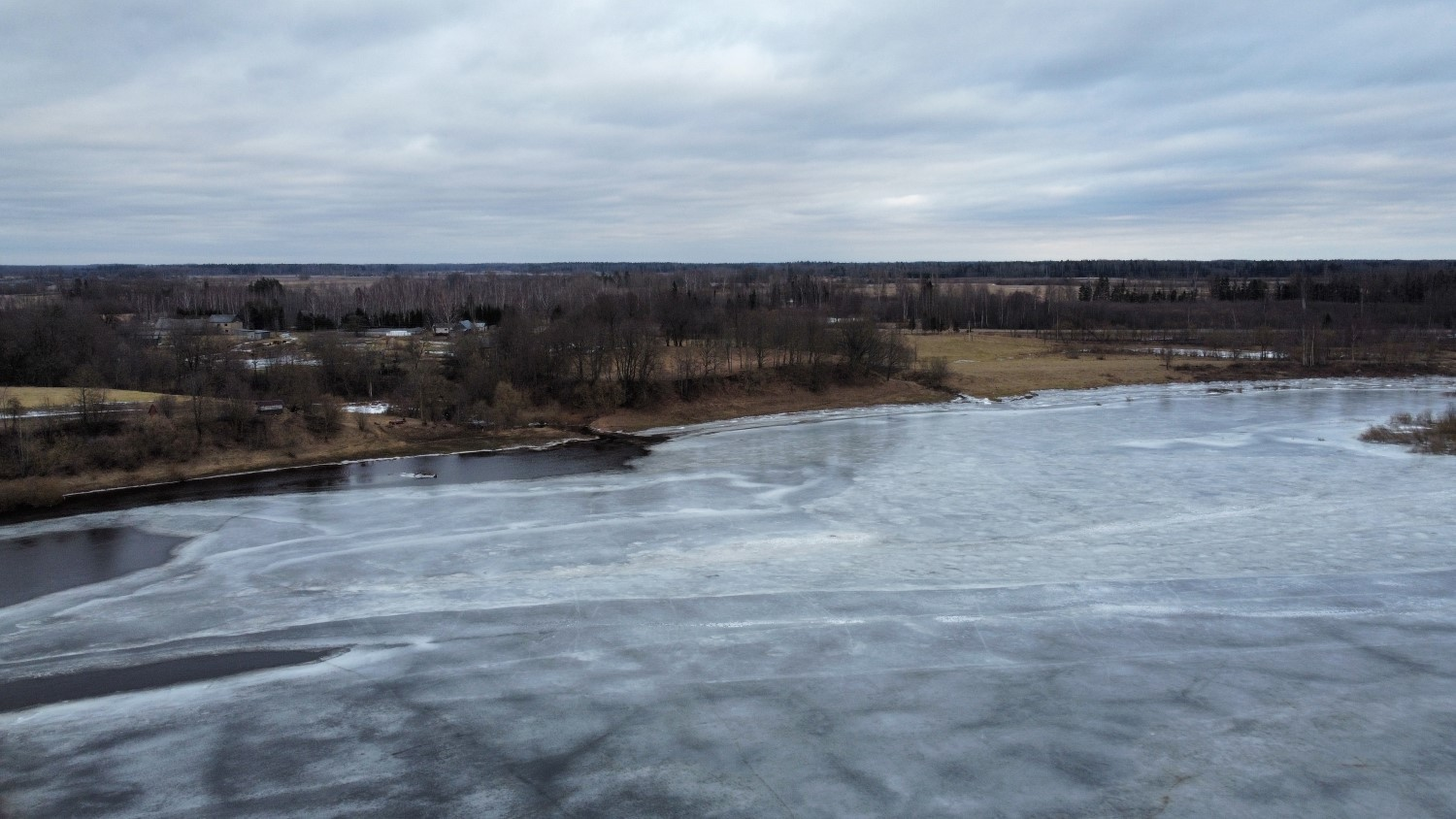
Городище Ерсики

Расположение Ливонии на пути «из варяг в греки» способствовало интенсивному движению торговцев по Западной Двине. Для их защиты и взимания дани на берегах реки в XII веке полоцкими князьями были поставлены крепости Герцике (ныне Ерсика) и Кукейнос (ныне Кокнесе). В Герцике, по свидетельству Генриха Латвийского, имелись православные храмы с фресками, богато украшенными иконами и утварью из драгоценных металлов.
В 1184 году католический миссионер Мейнард фон Зегеберг получил от полоцкого князя Владимира разрешение проповедовать на землях подчинённых ему ливов. Однако преемники Мейнарда начали принудительно обращать местное население в христианство, требуя уплаты десятины церкви, это стало причиной конфликтов между балтийскими племенами и крестоносцами, которые вначале обращались за посредничеством к полоцкому князю Владимиру.
После завоевания католическими колонизаторами соседнего Кукейносского княжества владения Всеволода стали граничить с землями епископа Риги и стали следующей целью завоевания.
Осенью 1209 года, разбив дружину Всеволода при внезапном нападении, крестоносцы захватили Герцике. Сам Всеволод спасся на противоположном берегу Двины и оттуда наблюдал, как горит его город, но его жена и дочь попали в плен. Епископ Альберт предложил Всеволоду мир, возврат пленных и захваченного имущества, но тот должен был передать ему половину своего княжества, избегать общения с язычниками-литовцами, сообщать о планах русских. У Всеволода не было другого выхода, как согласиться с этими условиями и получить свои бывшие владения в лен. Однако поскольку его жена была дочерью литовского князя Довгерда, сотрудничество с литовцами, включавшее и взаимную военную поддержку, возобновилось. Из-за этого нарушения договора крестоносцы в 1213 году напали на Герцике и разграбили его. В следующем году они попытались повторить набег, но подоспевшие литовцы их перебили. После смерти Всеволода (до 1239 года) его владения были окончательно переданы Рижскому архиепископству.
По преданию, уцелевшие русские жители крепости Герцике переправились на левый берег Двины и поселились среди курляндских жителей. Именно от этих беглецов якобы берёт своё начало русская слобода, которая по указу курляндского герцога Якоба (1670 год) стала городом, названным в его честь Якобштадтом (ныне Екабпилс). Здесь в 1675 году возвели православную Святодуховскую церковь, где хранилась древняя плащаница XIV—XV веков.